# 沘陽公主
沘阳公主（?—?），东汉前期的公主。其生父东海王劉彊。嫁给了窦勋，大司空安丰侯窦融的孙子、窦穆的儿子。
因监视窦穆父子的谒者奏称他们失势后数出怨望语，汉明帝令窦穆率家属归本郡，只有窦勋因是沘阳公主的丈夫留在京师。窦穆贿赂小吏，和儿子窦宣以罪下平陵狱而死。窦勋也死在洛阳狱。沘阳公主和窦勋的大儿子是大将军窦宪、大女儿是汉章帝窦皇后。
后来窦皇后和母亲沘阳公主一起陷害汉章帝的宠妃大小宋贵人，大宋贵人即太子刘庆之母，使得刘庆被废为清河王，窦皇后抚养的四皇子刘肇被立为皇太子。大小宋贵人都获罪被逼服毒自杀。
刘肇继位为汉和帝后，尊窦皇后为皇太后，沘阳公主为长公主，增加汤沐邑三千户。永元元年（89年）六月，因窦宪在稽落山之战中大破北匈奴，勒石燕然，窦宪回京后，朝廷再增加沘阳长公主汤沐邑千户。
后来窦家兄弟即沘阳长公主诸子窦宪、窦笃、窦景皆被赐死，窦太后失势。河南尹张酺上疏指沘阳长公主第四子夏阳侯竇瓌为人忠诚谨慎，请求只贬为关内侯，召回京师供养母亲沘阳长公主。和帝感动，迁窦瓌为长沙侯。